# كوياه
كويا هي مدينة ومحافظة فرعية تقع في إقليم كنديا غرب غينيا. وهي عاصمة محافظة كوياه. بلغ عدد سكانها 77103 نسمة (تقديرات عام 2008).

## ملحوظون
- كريم بنغورة (1926-1972) دبلوماسي
- أشقر معروف (1930-) دبلوماسي
- كابيلي عبد الكمارا (1950-) ، دبلوماسي